# A császárság kincse
A császárság kincse (hangul: 기황후, Ki hvanghu, handzsa: 奇皇后, RR: Gi hwanghu; angol címén: Empress Ki) 2013-ban bemutatott dél-koreai televíziós sorozat, szaguk (sageuk), melyet az MBC csatorna vetített Ha Dzsivon (Ha Ji-won), Csu Dzsinmo (Ju Jin-mo) és Csi Cshanguk (Ji Chang-uk) főszereplésével. 20% fölötti nézettséggel vetítették, a legmagasabb nézettsége a 37. résznek volt, 29,2%-kal. A sorozat valós eseményeken, Ki császárné életén alapszik, aki a mongol eredetű Jüan-dinasztia utolsó kínai császárának, Togon Temürnek (ur.: 1333–1368) a koreai származású felesége volt, a történet nagy része azonban fikció, például a korabeli koreai királyság, Korjo királya, Vang Ju kitalált személy.
Magyarországon a Duna TV vetítette 2016. november 14-től, majd 2019 júliusától az Izaura TV is műsorára tűzte.

## Cselekmény
Szüng-Nyáng, egy fiatal Korjóban született lány, akit édesanyjával és a többi helybéli nővel elhurcolnának Jüanba, ágyasnak. Vang-Ju trónörökös herceg azonban kiszabadítja őket, de a katonák végeznek a menekülőkkel. Nyáng elveszíti anyját is. Vang-Ko sengnyangi király szolgálatába állva cseperedik fel, és mindenki azt hiszi hogy Nyáng férfi, az emberek Sakál néven ismerik.
Az ifjú Vang-Ju a lány segítségével buktatja le Vang-Ko sóüzelmeit, ugyanis Nyáng bosszút esküdött azok ellen akik miatt meghalt az édesanyja. Vang Ju-t királyá koronázzák, Szüng-Nyáng pedig nem tudván hogy apja Ki-Dzsao parancsnok, annak katonái közé áll. Nemsokára megbízást kapnak, ugyanis Togon császári herceget Korjóba száműzték, így hát az ő feladatuk védeni őt. El-Temür császári régens megöletné a fiút embereivel, azonban Nyáng közbenjárásával megmenekül. Eközben a gyermekcsászár meghal, így a bátyjára, Togon hercegre száll a trón. A fiú önérdekéből elárulja Nyángot, Ki parancsnokot pedig megkínozzák és lánya karjaiban veszti életét. Nyáng megfogadja, hogy bosszút áll Togonon. Elhurcolják Jüanba, és útközben Tangvisi hadvezér felfedezi, hogy a hírhedt Sakál lány.
Szüng-Nyáng hamarosan a császári palota szolgálója lesz. Az újdonsült császár, a régens undok lányát Tanashiri-t veszi feleségül. Togon találkozik Nyánggal, és rövid időn belül ő lesz a szolgája a fiú pedig reménytelenül beleszeret. Vang-Ju mindeközben a fronton harcol, és megtudván hogy Nyáng hol van El-Temür bizalmába férkőzik, aki felszabadíttatja őt. Szüng-Nyáng, rövidesen teherbe esik a királytól, akit újból szólít a csatamező. Titokban, a császár gyermekével várandós Pak úrnő hozza ki a palotából, azonban a féltékeny császárné parancsára, az úrnőt és szolgáit lemészárolják, csak Nyáng éli túl a borzalmakat majd egy barlangban szüli meg gyermekét, egy fiút akit Csillagnak nevez el. A katonák megtalálják a őket, és úgy tűnik megölték őket. Nyáng életben maradt, de a kicsiről azt hiszi hogy odaveszett. A császárné azt hazudja hogy várandós és egy kolostorba vonul imádkozni. A szerzetesek egy gyermeket találnak, akit Tanashiri álnokul elvesz tőlük, megmérgezi őket és felgyújtattja a kolostort. Ez a gyermek Szüng-Nyáng elveszett kisfia.  A császár és Vang-Ju rettentően szomorúak, mert azt hiszik Nyáng meghalt. A király elveszi El-Temür unokahúgát, Korjó érdekében. Szüng-Nyángot egy rabszolgakereskedő ejti foglyul, és később Bayan, Liao Yang tartomány feje és unokaöccse Tal-Tal veszi meg őt, majd eldöntik hogy a császári hitvesi válogatásra küldik az elszánt lányt.
Eszének köszönhetően kinevezik ötödrangú császári hitvesnek. Tanashiri borzalmasan féltékeny, és többször bántalmazza a lányt valamint a többi hitvest is. Ki úrnő gyermekkel ajándékozza meg a császárt, így előléptetik. El-Temür lemondatná az uralkodót, azonban egy véres belháború után a zsarnok régenst és annak ifjabb fiát megölik. Tanashiri császárnét, Ki úrnő tanácsára a főtéren felakasztják, míg Tangvisi rejtőzködve tervezgeti a bosszút. Mindenki örülne, ha Ki úrnő lenne az új császárné, azonban a tőle elpártolt Anyakirálynő és az új régens Bayan ellenzésére, a férfi fondorlatos unokahúgát Payan-t koronázzák meg, mivel Nyáng-ban nincs Jüani vér.
Eltelik pár év, és a hercegek felcseperednek, a Mongolok pedig egymást követően veszítenek a csatákban. Az Anyakirálynő a kis Maha-t Ki úrnő ellen neveli, ami nem nehéz, mert a császár amúgy sem szíveli a nagyobb fiát. Payan császárné megöletné a herceget, akiről kiderül, hogy nem a néhai császárné szülte. A fiút megtámadják és megsebesítik, majd belehal a sérüléseibe. Miután kitudódik, hogy a császárné tervelte ki a gazságot, száműzik a palotából. Ki úrnő megtudja hogy elsőszülött fia Csillag meghalt és bánatában megmérgezteti a vétkes császárnét. Ayu herceg lesz a trónörökös, akit kevesen támogatnak. A hatalmaskodó Bayan-t végül unokaöccse Tal-Tal öli meg, Ki úrnő kérésére, akinek ezután kis időre vezekelnie kell. Vezeklése letelte után császárnévá koronázzák, és az új régens, Tal-Tal lesz. Tangvisi megtámadja a palotán kivül a császárt, és a császárnét. Azonban Vang-Ju megmenti az életüket, de a haldokló Tangvisi elmondja a kis Maha, avagy Csillag titkát. A király visszakapja a trónját, de hazafelé Togon megöli őt is hogy védje hitvese életét és becsületét. A császárt eunuchja próbálja megmérgezni, aki igazából a zsarnok Sasok házának feje. Togon rájön erre, és az megöleti az összes árulót. Az Anyakirálynő belátva vereségét, illetve hogy már egy csepp hatalma sincsen, méreggel végez magával, így Ki császárné immáron leszámolt minden ellenségével.
Nemsokára a lázadok beveszik a fővárost, a császár pedig a mérgezés következtében betegeskedik, és miután bevallja Nyángnak, hogy mindig szerette, annak karjaiban veszti életét.

## Epizódok
1. rész - A sakál születése
2. rész - Árulások
3. rész - A feltámadt herceg
4. rész - Menekülés
5. rész - A vadonban
6. rész - A herceg árulása
7. rész - A szeszélyes hercegnő
8. rész - Szolgasorban
9. rész - Vang Ju győzelme
10. rész - A hűségpróba
11. rész - A méregkeverő
12. rész - A kivégzési parancs
13. rész - A császárné vezeklése
14. rész - A vándorló halott
15. rész - A folyamodvány
16. rész - A véreskü kutatása
17. rész - Patkányok
18. rész - Lesújt az átok
19. rész - A terv
20. rész - A lázadás
21. rész - Az eunuch titka
22. rész - Gyermekáldás
23. rész - A rabszolga kereskedő
24. rész - A hitves-jelölt
25. rész - A hitves válogatás
26. rész - Korbácsütések
27. rész - A császár tanul
28. rész - Szüng-Nyáng bosszúja
29. rész - A vizsgálat
30. rész - Trónfosztás
31. rész - A császár beszéde
32. rész - Vadászat
33. rész - Csapdában
34. rész - Az átok
35. rész - A kisherceg
36. rész - Az előkészületek
37. rész - Belháború
38. rész -  A császárné halála
39. rész -  Az új császárné
40. rész - A dalocska titka
41. rész - Kincskeresők
42. rész - Változó idők
43. rész - A gyermek követ
44. rész - Száműzetés
45. rész - A császárné terve
46. rész - Leleplezések
47. rész - Régensek
48. rész - Békétlenség
49. rész - Összeesküvők
50. rész - A császár bosszúja
51. rész - Az igazság pillanata

## Szereplők
- Ha Dzsivon (Ha Ji-won) (하지원): Ki Szungnjang (기승냥, Gi Seung-nyang); a magyar változatban Szüng-Nyáng, a későbbi Ki mongol nagykánné és kínai császárné (magyar hangja Andrusko Marcella)[6]
- Csu Dzsinmo (Ju Jin-mo) (주진모): Vang Ju (왕유, Wang Yu); kitalált személy, Korjo királya (magyar hangja Zámbori Soma)[6]
- Csi Cshanguk (Ji Chang-uk) (지창욱): Togon Temür mongol nagykán és kínai császár a Jüan-dinasztiából ; a magyar változatban Togon (magyar hangja Czető Roland)[6]
- Csin Ihan (Jin I-han) (진이한): Thalthal (탈탈, Taltal)
- Pek Csinhi (Baek Jin-hui) (백진희): Tamnapsilli (답납실리, Damnabsilli) (Danasiri)

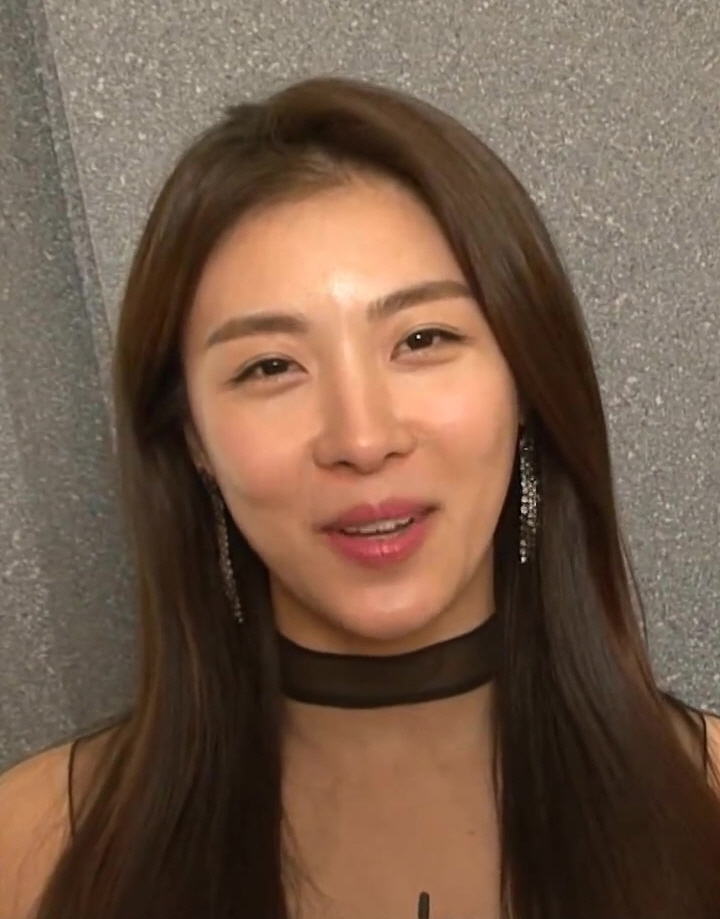
Ha Dzsivon (Ha Ji-won)
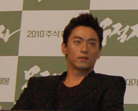
Csu Dzsinmo (Ju Jin-mo)
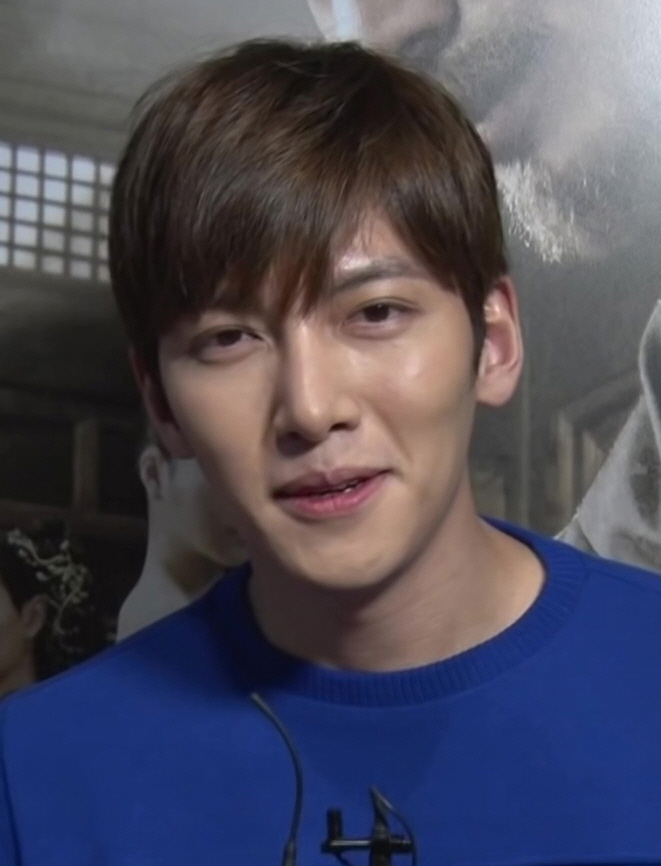
Csi Cshanguk (Ji Chang-uk)

## Díjak és elismerések
| Év   | Díj                                                      | Kategória                               | Jelölt                                                                                 | Eredmény |
| ---- | -------------------------------------------------------- | --------------------------------------- | -------------------------------------------------------------------------------------- | -------- |
| 2013 | 2013 MBC Drama Awards                                    | Nagydíj                                 | Ha Dzsivon (Ha Ji-won)                                                                 | Elnyerte |
| 2013 | 2013 MBC Drama Awards                                    | Kiválóság-díj, színész (sorozat)        | Csu Dzsinmo (Ju Jin-mo)                                                                | Elnyerte |
| 2013 | 2013 MBC Drama Awards                                    | Kiválóság-díj, színésznő (sorozat)      | Ha Dzsivon (Ha Ji-won)                                                                 | Jelölve  |
| 2013 | 2013 MBC Drama Awards                                    | Elismerés, színész (sorozat)            | Csi Cshanguk (Ji Chang-uk)                                                             | Elnyerte |
| 2013 | 2013 MBC Drama Awards                                    | Népszerűségi díj, színésznő             | Ha Dzsivon (Ha Ji-won)                                                                 | Elnyerte |
| 2013 | 2013 MBC Drama Awards                                    | Rendezők díja                           | Ha Dzsivon (Ha Ji-won)                                                                 | Elnyerte |
| 2013 | 2013 MBC Drama Awards                                    | Az év forgatókönyvírója                 | Csang Jongcshol (Jang Yeong-cheol) (장영철) Csong Gjongszun (정경순, Jeong Gyeong-sun) | Elnyerte |
| 2013 | 2013 MBC Drama Awards                                    | Legjobb új színésznő                    | Pek Csinhi (Baek Jin-hui)                                                              | Elnyerte |
| 2014 | 50. Paeksang Arts Awards                                 | Legjobb színésznő (televízió)           | Pek Csinhi (Baek Jin-hui)                                                              | Elnyerte |
| 2014 | 9. Seoul International Drama Awards                      | Legjobb televíziós sorozat (Aranymadár) | A császárság kincse                                                                    | Elnyerte |
| 2014 | 9. Seoul International Drama Awards                      | Kiemelkedő koreai sorozat               | A császárság kincse                                                                    | Jelölve  |
| 2014 | 9. Seoul International Drama Awards                      | Kiemelkedő koreai színész               | Csi Cshanguk (Ji Chang-uk)                                                             | Jelölve  |
| 2014 | 9. Seoul International Drama Awards                      | Kiemelkedő koreai színésznő             | Ha Dzsivon (Ha Ji-won)                                                                 | Jelölve  |
| 2014 | 9. Seoul International Drama Awards                      | Kiemelkedő koreai betétdal              | Thorn Love - 4Men                                                                      | Jelölve  |
| 2014 | 9. Seoul International Drama Awards                      | Kiemelkedő koreai betétdal              | Just Once - Soyou                                                                      | Jelölve  |
| 2014 | 7. Korea Drama Awards                                    | Nagydíj                                 | Ha Dzsivon (Ha Ji-won)                                                                 | Jelölve  |
| 2014 | 7. Korea Drama Awards                                    | Legjobb televíziós sorozat              | A császárság kincse                                                                    | Jelölve  |
| 2014 | 7. Korea Drama Awards                                    | Legjobb rendezés                        | Han Hi (한희, Han Hui) I Szongdzsun ( 이성준 , Lee Seong-jun)                          | Jelölve  |
| 2014 | 7. Korea Drama Awards                                    | Kiválóság-díj, színész                  | Csi Cshanguk (Ji Chang-uk)                                                             | Jelölve  |
| 2014 | 7. Korea Drama Awards                                    | Elismerés, színésznő                    | Pek Csinhi (Baek Jin-hui)                                                              | Jelölve  |
| 2014 | 3. APAN Star Awards                                      | Kiválóság-díj, színész (sorozat)        | Csu Dzsinmo (Ju Jin-mo)                                                                | Jelölve  |
| 2014 | 3. APAN Star Awards                                      | Kiválóság-díj, színésznő (sorozat)      | Ha Dzsivon (Ha Ji-won)                                                                 | Jelölve  |
| 2014 | 3. APAN Star Awards                                      | Elismerés, színész (sorozat)            | Csi Cshanguk (Ji Chang-uk)                                                             | Jelölve  |
| 2014 | 3. APAN Star Awards                                      | Legjobb női mellékszereplő              | Pek Csinhi (Baek Jin-hui)                                                              | Jelölve  |
| 2014 | 3. APAN Star Awards                                      | Legjobb női mellékszereplő              | Jun Adzsong (Yunn A-jeong) (윤아정)                                                    | Jelölve  |
| 2014 | 2014 MBC Drama Awards                                    | Aranyszínészi díj                       | Cson Gukhvan (Jeon Guk-hwan)                                                           | Jelölve  |
| 2015 | Korea Communications Commission Broadcasting Awards      | Hallju (Hallyu)-kiválóság               | A császárság kincse                                                                    | Elnyerte |
| 2015 | 48. Annual WorldFest-Houston International Film Festival | Zsűri különdíja                         | A császárság kincse                                                                    | Elnyerte |